# Экскалибур (гостиница и казино)
«Экскалибур» (англ. Excalibur) — гостиница и казино, расположенное на бульваре Лас-Вегас (юг), Лас-Вегас-Стрип, невключённая территория Парадайз, округ Кларк, штат Невада, США. Является седьмой по размеру гостиницей в США и девятой по этому показателю в мире.

## Описание
Как явствует из названия, комплекс выстроен и оформлен в стиле Древней Англии, в духе сказаний о короле Артуре и его волшебном мече. Оба входа стилизованы под замки, а из главной башенки, высотой 80,8 метров, до реконструкции 2007 года, выглядывала фигура Мерлина (ныне она заменена на фигуру, рекламирующую небольшую сеть баров и ресторанов Dick's Last Resort). Собственно казино и гостиница расположены в двух одинаковых 28-этажных >-образных корпусах, стоящих несколько разомкнутым квадратом. Каждый корпус имеет высоту по 73 метра, выделено 7000 парковочных мест, причём некоторые парковочные места находятся так далеко от входа, что водителей в гостиницу-казино доставляет специальный транспорт.
Развлекательный комплекс имеет площадь игровой зоны 9290 м², владеет им компания MGM Resorts International. К услугам посетителей более 1400 слот-машин и десятки игровых столов. Гостиничный комплекс состоит из 4008 номеров. В непосредственной близи от «Экскалибур» расположены сходные заведения: Мандалай-Бэй и «Луксор Лас-Вегас», между каждым из них осуществляется бесплатное скоростное сообщение. C помощью надземных пешеходных дорожек также быстро можно достичь схожие заведения: Нью-Йорк, Нью-Йорк и Тропикана Лас-Вегас.
Также в «Экскалибур» расположены несколько бассейнов, фитнес-центр, спа площадью более 1200 м², часовня «Кентербери», в которой можно сочетаться браком, несколько ресторанов, в том числе Dick's Last Resort (с июня 2007 года), зал для шоу на 400 мест. С 2006 года зал зовётся Thunder From Down Under Showroom в честь стриптиз-группы, которая там постоянно выступает на протяжении уже многих лет.
Посетителей на постоянной основе развлекают коллективы Australia's Thunder from Down Under (мужская эротика; с июля 2001 года в Лас-Вегасе, с 2002 года в «Экскалибур») и Tournament of Kings (дневное средневековое; проходит с самого открытия комплекса в 1990 году в открытом 925-местном амфитеатре King Arthur's Arena, участвуют 12 пород лошадей и 32 человека).

## История
Земля, на которой ныне раскинулся «Экскалибур», должна была в середине 1970-х годов стать собственностью другого тематического заведения аналогичной направленности — Xanadu. Однако его владельцы не смогли достичь необходимых согласований с властями, в частности, по вопросу канализации, и проект был остановлен, не начавшись.
Строительство комплекса «Экскалибур» продолжалось с 1989 по 1990 года, и свои двери первым посетителям он распахнул в 10 часов утра 19 июня 1990 года. Тогда в их распоряжении было 4032 гостиничных номера, ныне их число немного сократилось — до 4008; 2630 слот-машин (ныне — около 1400) и 100 игровых столов; 17 ресторанов. На открытие пришли около 30 тысяч человек. Стоимость строительства составила 290 миллионов долларов (более 518 млн долларов в ценах 2015 года). Ночь в номере на момент открытия стоила 45—65 долларов.
21 марта 2003 года 25-летнему инженеру-компьютерщику из Лос-Анджелеса слот-машина «Мегабакс» выдала джекпот — 39,7 миллионов долларов. Это стал самый крупный джекпот в истории Лас-Вегаса.
Модернизация комплекса проходила неспешным образом с 2006 по 2010 год, в частности, в 2006 году были удалены большинство «средневековых» статуй и декораций, в 2009 году были обновлены большинство гостевых комнат, к 2010 году 2000 номеров получили 107-сантиметровые плазменные панели.

## В популярной культуре
В связи со своей оригинальной архитектурой, «Экскалибур» появлялся в нескольких фильмах, сериалах, передачах и мультфильмах. Например:
- 2001 — Большая общественная проблема (Южный парк) — Шеф решает, что магический камень надо принести «в страну легенд и чародеев», и они с ребятами отправляются в «Экскалибур». Сотрудник казино удивляется и говорит, что он простой официант и что «не все англичане знакомы с волшебниками», однако, увидев камень, немедленно ведёт Шефа и детей в подземелье казино к настоящему чародею.
- 2009 — 6 сезон кулинарного телешоу Лучший повар[англ.] — одна из конкурсанток, Дженнифер, использовала «Экскалибур» как вдохновение для одного из своих блюд.

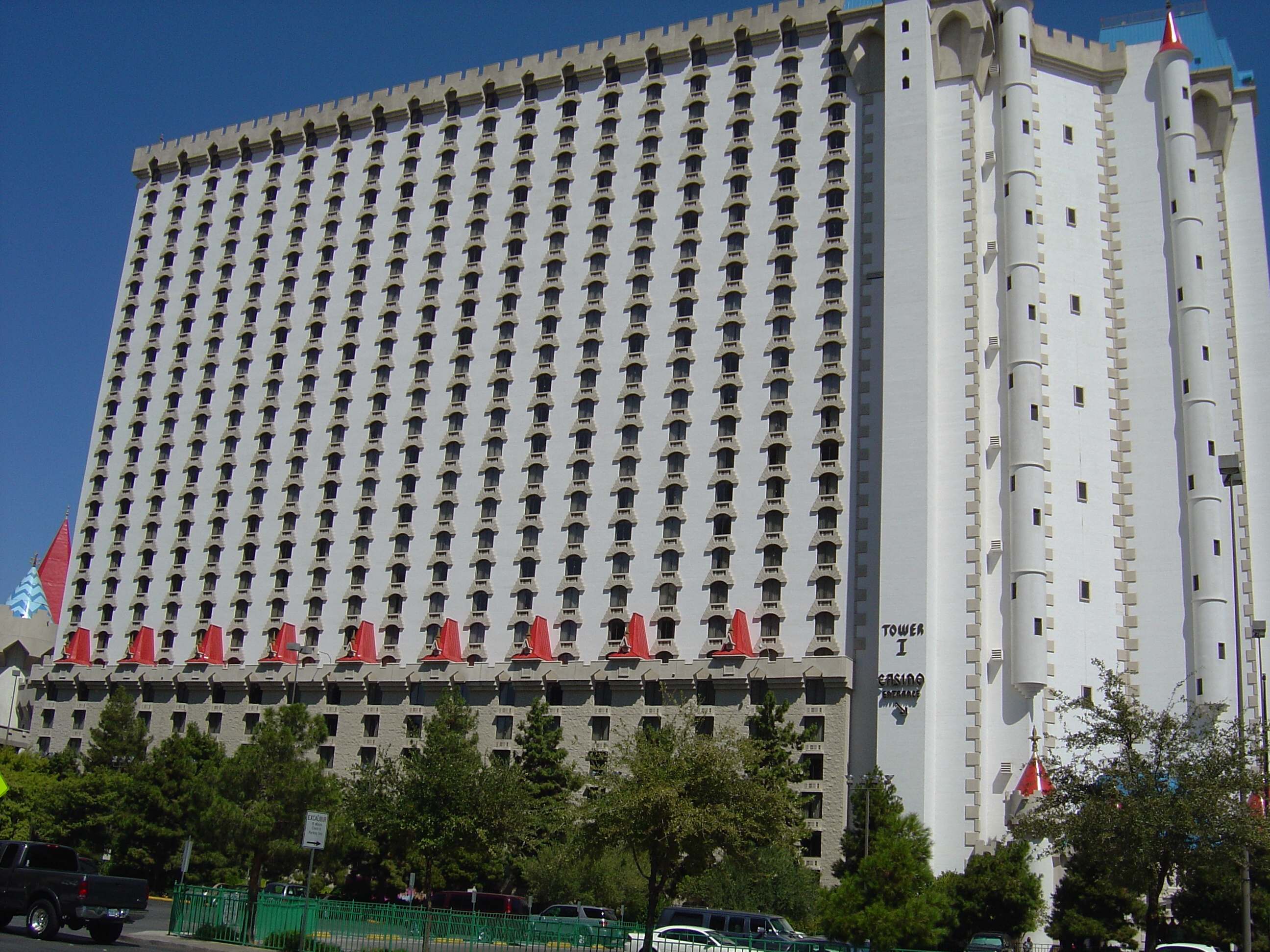
Один из двух корпусов комплекса, фото 2004 года
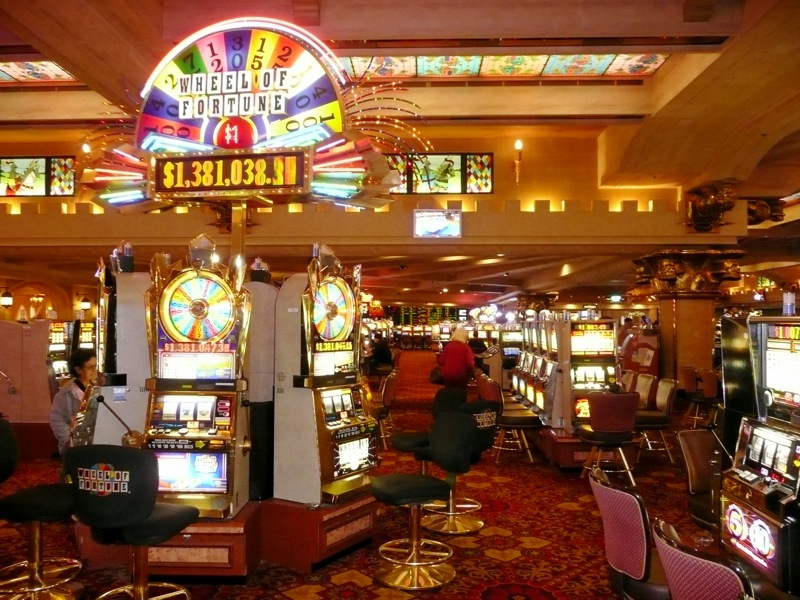
Внутри, фото 2008 года
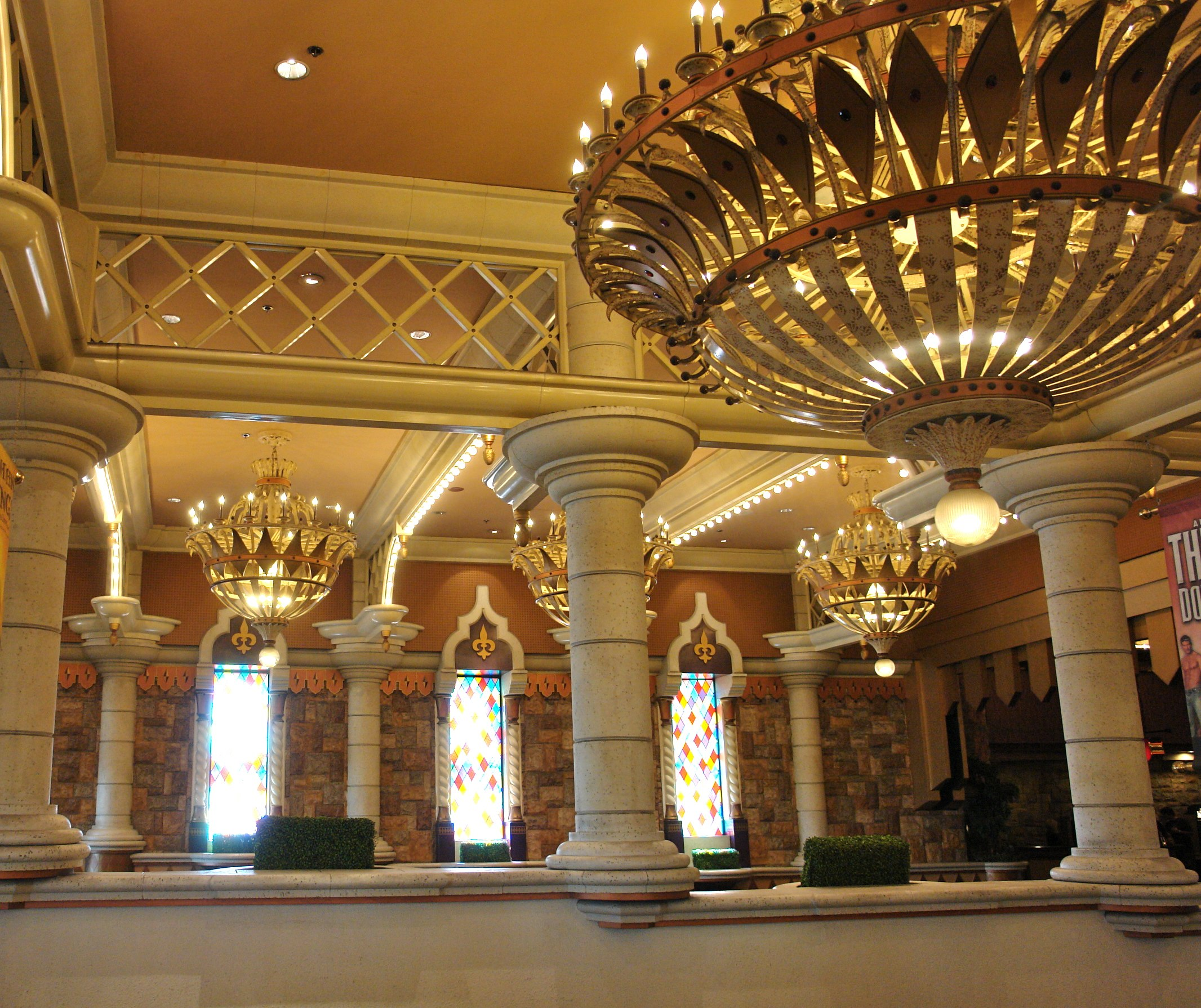
Внутри, фото 2009 года
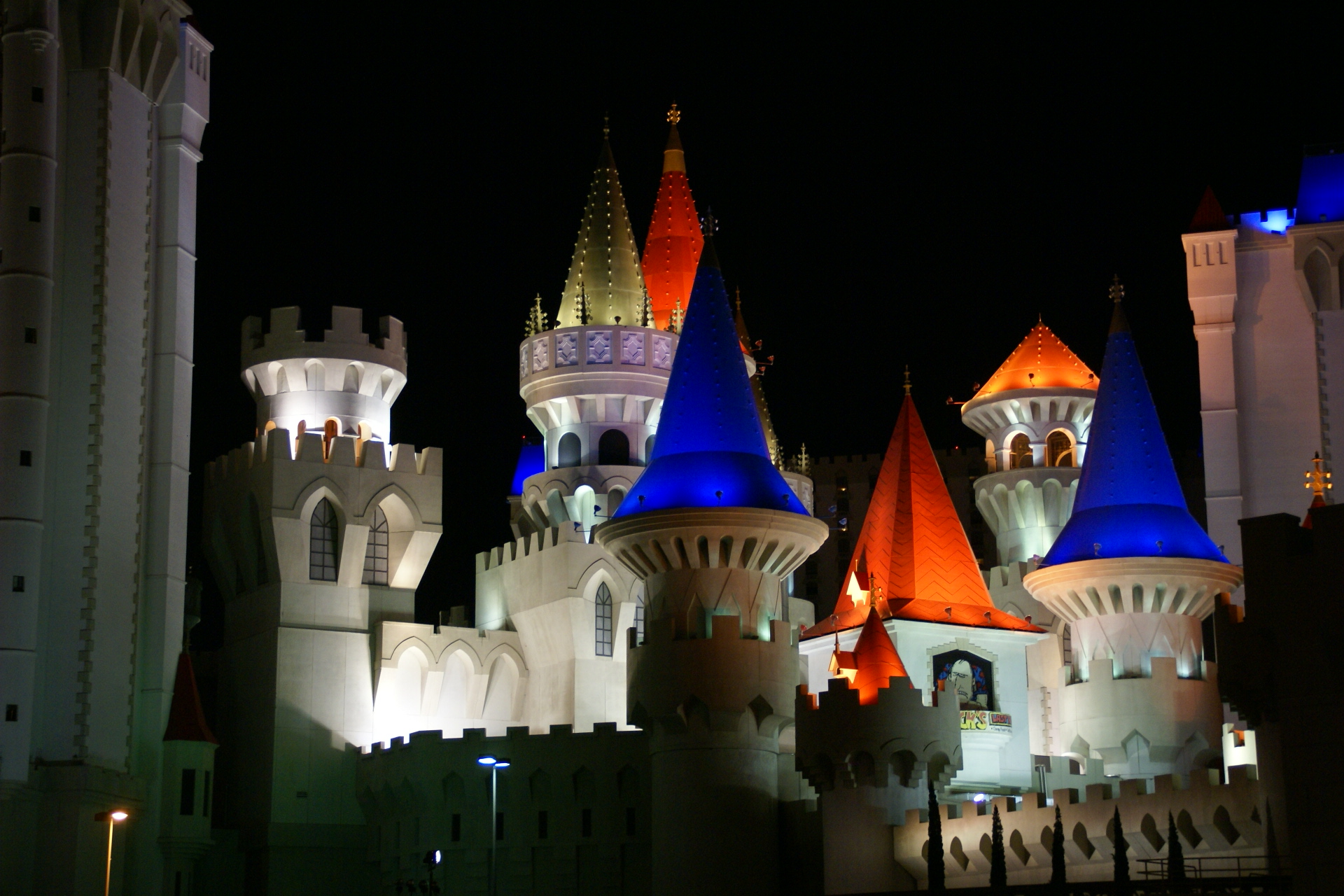
Один из двух входов на территорию комплекса, фото 2012 года
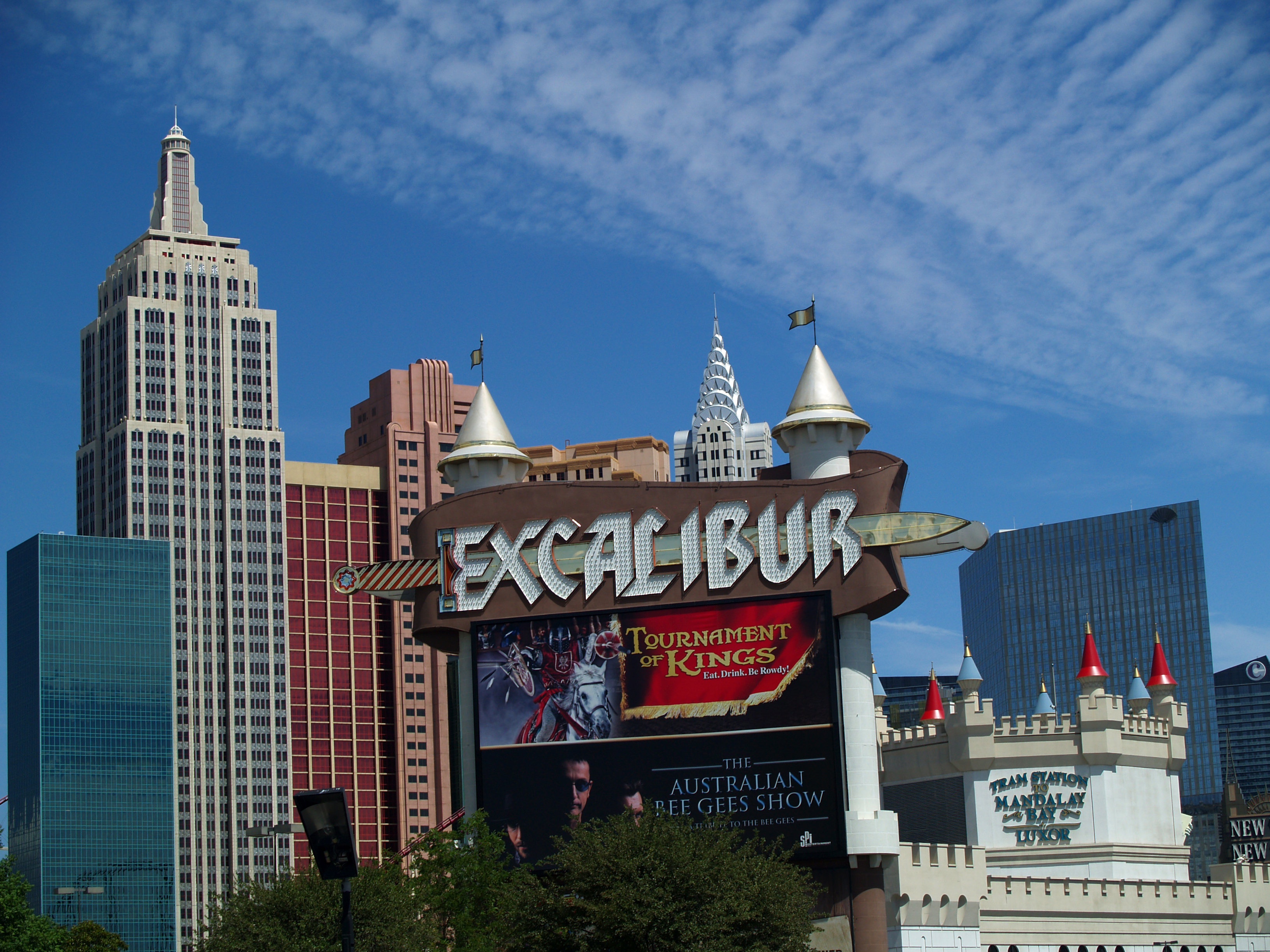
Фото 2012 года